# Bodied
Pour plus de détails, voir Fiche technique et Distribution.
Bodied est une comédie dramatique américaine de Joseph Kahn, sortie en 2017. Il s'agit du troisième long-métrage du réalisateur, après Torque, la route s'enflamme et Detention, et du tout premier long-métrage acquis par YouTube Premium (encore nommé YouTube Red au moment de son acquisition) pour une diffusion exclusive sur la plateforme.

## Synopsis
Un étudiant américain qui prépare une thèse sur les battles de rap rencontre le succès et sème le trouble dans le milieu autant que dans sa vie personnelle lorsque son intérêt pour la discipline vire à l'obsession. 

## Fiche technique
- Réalisation : Joseph Kahn
- Scénario : Alex Larsen, sur une histoire de Joseph Kahn & Alex Larsen
- Production : Eminem, Paul Rosenberg, Adi Shankar & Jil Hardin
- Photographie : Matt Wise
- Musique originale : Brain & Melissa (Brian Mantia & Melissa Reese)
- Costumes : Edda Guðmundsdóttir
- Montage : Chancler Haynes
- Sociétés de production : Neon, YouTube Premium, Shady Films
- Sociétés de distribution : Neon (sortie salles USA) ; YouTube Premium (sortie internationale en streaming)
- Budget (estimation) : 15 000 000 $
- Pays de production :  États-Unis,  Canada
- Langue originale : anglais
- Format : 2,00:1
- Genres : comédie dramatique, film musical
- Durée : 120 minutes
- Dates de sorties :
  - Cinéma :
    - Canada : 7 septembre 2017 (TIFF)
    - États-Unis : 2 novembre 2018 (sortie limitée[2])

  - Streaming : 28 novembre 2018 sur YouTube Premium (sortie internationale)
- Classification : R (USA), Interdit aux moins de 16 ans (France)

## Distribution
- Calum Worthy : Adam Merkin
- Jackie Long : Behn Grymm
- Rory Uphold : Maya
- Dumbfoundead : Prospek
- Walter Perez : Che Corleone
- Shoniqua Shandai : Devine Write
- Charlamagne tha God : Hunnid Gramz
- Dizaster : Megaton
- Loaded Lux : Bluntz
- Hollow da Don : 40 MAG
- Debra Wilson : Dean Hampton
- Anthony Michael Hall : Professor Merkin
- Daniel Rashid : MC Goggles
- Simon Rex : Donnie Narco

Le film propose également de nombreux caméo de célébrités issues du milieu des battles de rap.

## Réception
D'après le site Rotten Tomatoes, le film bénéficie d'un taux de satisfaction de 88% basé sur 67 critiques, et une note moyenne de 7.2/10 sur IMDb. Le consensus établi par Rotten Tomatoes indique qu'"avec ses thématiques difficiles et son humour corrosif, Bodied ose choquer et justifie sa démarche au moyen d'une comédie subversive aussi edifiante que divertissante." D'après le site Metacritic, le film s'offre un score de 75 sur 100, sur la base de 22 critiques, en indiquant des retours "générablement positifs."
Brian Tallerico, critique pour RogerEbert.com, dit du film qu'il "ouvre une porte vers une culture à laquelle peu de gens sont réellement sensibilisés, mais offre aussi une vision intelligente sur une génération qui sait mieux que les précédentes ce qui est choquant et ce qui ne l'est pas." Barry Hertz du Globe and Mail y a vu un film "scandaleux et scandaleusement amusant sur le choc des cultures."

## Autour du film
- Eminem, ici producteur du film, retrouve à nouveau le réalisateur Joseph Kahn qui avait mis en scène les clips de ses chansons Space Bound, Love the Way You Lie, Purple Pills, Without Me et We Made You.
- Joseph Kahn livre ici son film le mieux reçu par la critique et le public. En effet, d'après Rotten Tomatoes Bodied possède un taux de satisfaction de 88%, alors que Detention est à 40% et Torque 22% seulement.